# Doston Roʻziyev
Doston Oston oʻgʻli Roʻziyev (ur. 10 lipca 1996) – uzbecki judoka i sambista. Olimpijczyk z Paryża, gdzie zajął siedemnaste miejsce w wadze ekstralekkiej.
Uczestnik mistrzostw świata w 2024. Startował w Pucharze Świata w 2018 i 2019. Brązowy medalista mistrzostw Azji w 2024 roku.
Brązowy medalista MŚ w sambo w 2022 roku.

## Letnie Igrzyska Olimpijskie 2024
| Konkurencja | Eliminacje                | Klas. końcowa |
| Konkurencja | Przeciwnik I              | Miejsce       |
| ----------- | ------------------------- | ------------- |
| 60 kg       | Dilszot Chałmatow (UKR) P | 17.           |